# Clemente González de Juana
Clemente González de Juana (Villadiego, provincia de Burgos, España, 2 de abril de 1906-Caracas, Venezuela, 25 de noviembre de 1982), fue un Ingeniero de Minas y geólogo especializado en la Geología del petróleo cuya labor fue fundamental en la formación, entrenamiento y desarrollo de los estudios petroleros y mineros en Venezuela a través de su larga labor docente en la Universidad Central de Venezuela (40 años) y sus trabajos de investigación científica. Estudió en la Escuela de Ingenieros de Minas de Madrid donde se graduó como Ingeniero de Minas en 1930, título que también le otorgó la Universidad Central de Venezuela en 1951; obtuvo el título de Doctor Ingeniero de Minas, otorgado por el Ministerio de Educación y Ciencia de España en 1967. Autor de numerosas obras sobre Ingeniería de Minas, Geología del petróleo, Estratigrafía y otros campos relacionados como son la Geología del Petróleo (1953), la Geología Básica para Ingenieros de 1964, la Geología de Venezuela y de sus cuencas petrolíferas en dos tomos de 1982 y, sobre todo, el monumental Léxico Estratigráfico de Venezuela, obra de la que fue coordinador y uno de sus 5 redactores, en 1969.